# 哥斯達黎加若花鱂
哥斯達黎加若花鱂，為輻鰭魚綱鯉齒目鯉齒亞目花鳉科的其中一種，分布於中南美洲墨西哥Jalisco至哥倫比亞Rio Dagua流域，體長可達4公分，棲息在沿岸水流快速的淺水溪流，屬雜食性，以矽藻、有機碎屑為食，生活習性不明。

## 擴展閱讀
維基物種上的相關：哥斯達黎加若花鱂